# Amoreiras Shopping Center
Amoreiras Shopping Center est un centre commercial qui se situe dans le quartier de Campolide à Lisbonne.
Il a ouvert le 27 septembre 1985, il possède 275 boutiques sur une surface de 40 000 m².
Le centre commercial est impressionnant en raison des gratte-ciels qui le surplombent et qui dominent le ciel de la capitale portugaise.
Le centre propose des boutiques comme Hugo Boss, Lacoste, Comptoir des Cotonniers, Benetton, Gant, Mango, Bang & Olufsen, Adolfo Dominguez mais aussi des restaurants, des salles de cinémas, des appartements, des bureaux.